# Herbert Ihle
Herbert Ihle (* 27. Oktober 1944 in Glauchau) ist ein deutscher Bildhauer.

## Leben und Werk
Ihle besuchte bis zur 10. Klasse 1960 die Grundschule. Von 1956 bis 1960 beteiligte er sich in Hohndorf an einem Schnitzzirkel für Kinder.
Von 1960 bis 1964 absolvierte er an der Fachschule für angewandte Kunst Schneeberg eine Ausbildung zum Holzgestalter. Anschließend studiert er bis 1969 Bildhauerei bei Walter Arnold, Gerd Jaeger, Helmut Schwager und Hans Steger an der Hochschule für Bildende Künste Dresden. Danach war er in Leipzig freischaffend als Bildhauer tätig. 1981 beteiligte er sich mit weiteren acht Bildhauern auf dem Gelände des Leipziger Zoos am I. Internationalen Leipziger Bildhauer-Pleinair, auf dem Arbeiten aus Sandstein entstanden.
Ihle war bis 1990 Mitglied des Verband Bildender Künstler der DDR, ab 1982 als Vorsitzender der Sektion Bildhauer des Bezirksverbands Leipzig. Er schuf in der DDR insbesondere eine Anzahl von Arbeiten für den öffentlichen Raum und architekturbezogene Werke, zumeist typische Beispiele ideologischer Auftragskunst.
1984 bemühte Ihle sich mit Wolfgang Peuker erfolglos um die Einrichtung einer Bildhauerklasse an der Hochschule für Grafik und Buchkunst Leipzig.

## Werke (Auswahl)
- Wilhelm Liebknecht (1974, Porträt-Büste, Gips)
- August Bebel (1974, Porträt-Büste, Gips)
- Allegorie der Musik (1974, Doppelgruppe, Betonguss; Leipzig, an der Gerda-Taro-Schule, Telemannstraße 9; mit Hans-Peter Müller)[3]
- Deutsche-sowjetische Freundschaft (1977; Denkmal-Stele, Sandstein; Borna, heute an der Angerstraße)[4]
- Läufergruppe (Leipzig, Vorplatz des Campus Jahnallee)
- Klasse der Genossenschaftsbauern (1985/1989, Vierpersonen-Gruppe, Bronze; agra-Park Markkleeberg)[5]

## Ausstellungen (unvollständig)

### Einzelausstellungen
- 1988: Leipzig, Galerie Wort und Werk (mit Claus Weidensdörfer)

### Teilnahme an zentralen und wichtigen regionalen Ausstellungen in der DDR
- 1972, 1974, 1979 und 1985: Leipzig, Bezirkskunstausstellungen
- 1972/1973 und 1987/1988: Dresden, VII. und X. Kunstausstellung der DDR
- 1981: Dresden, Ausstellungszentrum am Fučík-Platz („25 Jahre NVA“)
- 1982: Leipzig, Museum der Bildenden Künste („Selbstbildnisse Leipziger Künstler“)
- 1983: Leipzig, Messehaus am Markt („Kunst und Sport“)
- 1983: Leipzig, Museum der Bildenden Künste („Porträts hervorragender Arbeiterführer“)
- 1984: Leipzig, Museum der bildenden Künste („Kunst in Leipzig 1949–1984“)
- 1987: Dresden, Galerie Rähnitzgasse („Wirklichkeit und Bildhauerzeichnung“)